# Sơn dương Mãn Châu
Sơn dương Mãn Châu, hay còn gọi là Ban linh đỏ (tiếng Hán: 红斑羚, Hán Việt: Hồng ban linh) danh pháp hai phần: Naemorhedus baileyi là một loài động vật có vú trong họ Bovidae, bộ Artiodactyla. Loài này được Pocock mô tả năm 1914.